# Tourcelles-Chaumont
 Tourcelles-Chaumont  là một xã ở tỉnh Ardennes, thuộc vùng Grand Est ở phía bắc nước Pháp.